# (4276) Клиффорд
(4276) Клиффорд (лат. Clifford) — астероид, относящийся к группе астероидов, пересекающих орбиту Марса. Он был открыт 2 декабря 1981 года американским астрономом Эдвардом Боуэллом в обсерватория Андерсон-Меса и назван в честь канадского астронома Клиффорда Каннингема.

Орбита астероида Клиффорд и его положение в Солнечной системе